# Ágar Mueller-Hinton
Ágar Mueller-Hinton é um meio de cultura microbiológico que é freqüentemente usado para testes de susceptibilidade antimicrobiana. Também é usado para isolar e cultivar Neisseria e Moraxella.
Fórmula comum (w/v):
30,0% infusão de carne
1,75% caseína hidrolisada
0,15% amido
1,7% ágar
pH ajustado para 7,00 a 25 °C
Autoclavagem 15min 121ºC